# Канаи, Норишиге
Норишиге Канаи (яп. 金井 宣茂 Канаи Норисигэ); род. 5 декабря 1976, Токио) — японский врач и астронавт JAXA.

## Биография
Норишиге Канаи родился в городе Токио в 1976 году.
В марте 2002 года окончил Медицинский институт министерства обороны.
Получил степень доктора медицины (M.D.).
С 2002 по 2004 работал в отделении хирургии госпиталя Медицинского института министерства обороны. В 2004 года в госпитале Сил самообороны Японии в городе Оминато (Japan Self-Defense Force Ominato Hospital). 
Изучая подводную медицину, он также заинтересовался медициной космической, поскольку, по его словам, обе области похожи.
Имеет квалификацию специалиста по подводной медицине (Diving Medical Officer).

## Подготовка к полёту в космос
После принятия решения об увеличении числа финалистов пятого набора с двух до трёх 8 сентября 2009 года Канаи был отобран кандидатом в астронавты Японского космического агентства JAXA. Так же в набор вошли Кимия Юи и Такуя Ониси.
12 сентября 2009 года зачислен в штат JAXA.
Вместе с другими участниками пятого набора JAXA направлен для прохождения двухгодовой общекосмической подготовки вместе с астронавтами 20-го набора НАСА в Космический центр им. Джонсона. Подготовка включала в себя научную и техническую подготовку, интенсивное изучение систем Международной космической станции, внекорабельной деятельности, робототехники; физиологическую подготовку, лётную подготовку на самолёте Т-38, подготовку по выживанию на воде и в пустынной местности.
25 июля 2011 года после завершения общекосмической подготовки, получил квалификацию астронавта МКС.
Дальнейшее обучение происходило в США и Канаде, в том числе и для работы с Кибо (пресс релиз JAXA от апреля 2013), Канадарм2 (MSS) (сентябрь 2013).
В июле 2015 года участвовал в двухнедельном подводном эксперименте NEEMO-20 — миссии НАСА по отработке действий в экстремальной окружающей среде, проходившем в подводной лаборатории США Aquarius на дне Атлантического океана.
В августе 2015 года JAXA объявила о назначении членом экипажа долговременной 6 месячной экспедиции МКС-54/55, старт которой был запланирован на ноябрь 2017 года с использованием корабля Союз; с началом подготовки к полёту начиная с января 2016 года.
В январе 2016 в Российском центре подготовки космонавтов состоялось представление руководству и сотрудникам ЦПК астронавта НАСА Скотта Тингла и астронавта ДжАКСА Норишиге Канаи.
 Позднее в январе-феврале Норисиге Канаи прошел автономные комплексные тренировки по отработке действий после приземления в лесисто-болотистой местности зимой, в том числе в составе экипажа МКС-54/55 Сергея Рязанского, Норишиге Канаи, Рэндолфа Брезника.
В июне-июле 2016 года в составе группы из 12 космонавтов, астронавтов Сергей Рязанский, Рэндолф Брезник и Норишиге Канаи, входящие в состав экипажа МКС-54/55, прошли курс «водного выживания» по действиям после посадки на водную поверхность.
28 октября 2016 года Межведомственная комиссия Госкорпорации «РОСКОСМОС» утвердила составы основных и дублирующих экипажей длительных экспедиций (МКС-51/52, 52/53, 53/54, 54/55) к Международной космической станции в 2017 году. В том числе были утверждены дублирующий экипаж МКС-52/53:  Мисуркин Александр Александрович, Ванде Хай Марк, Канаи Норишиге; основной экипаж МКС-54/55: Скворцов Александр Александрович, Тингл Скотт, Канаи Норишиге.
16 июля 2017 года прибыл на Байконур в качестве члена дублирующего экипажа ТПК «Союз МС-05 и МКС-52/53: Александр Мисуркин, Марк Ванде Хай и Норишиге Канаи.
В августе 2017 в рамках подготовки к полёту в составе основного экипажа 54/55-й длительной экспедиции на МКС (Антон Шкаплеров, Cкотт Тингл и Норишиге Канаи) выполнил тренировку на тренажерах российского сегмента МКС и транспортного пилотируемого корабля (ТПК) «Союз МС» по отработке действий экипажа при возникновении аварийных ситуаций.
4 декабря 2017 года прибыл на Байконур в качестве члена основного экипажа ТПК «Союз МС-07» и длительной экспедиции МКС-54/55: Антон Шкаплеров, Скотт Тингл и Норишиге Канаи.
В декабре 2017 в объявлении JAXA о дате и времени запуска корабля Союз МС-07 было сообщено что астронавт Канаи вернется на Землю в апреле 2018 на корабле Союз МС-07.
Во время предстартовой пресс-конференции 16 декабря, за день до старта, было сообщено что миссию экипажа МКС-54/55 было решено продлить – дату посадки передвинули с 18 апреля на 3 июня 2018 года.

## Полёт
Старт 17 декабря 2017 года.
19 декабря 2017 года транспортный космический корабль «Союз МС-07» успешно состыковался с МКС. Корабль доставил на Международную космическую станцию российского космонавта Антона Шкаплерова, американского астронавта Скотта Тингла и японского астронавта Норишиге Канаи. Так же сообщили что ожидается возвращение экипажа на Землю 3 июня 2018 года.
Статистика
| # | Стартовый корабль | Старт, UTC        | Экспедиция            | Корабль посадки | Посадка, UTC      | Налёт                       | Выходы в открытый космос | Время в открытом космосе |
| - | ----------------- | ----------------- | --------------------- | --------------- | ----------------- | --------------------------- | ------------------------ | ------------------------ |
| 1 | Союз МС-07        | 17.12.2017, 07:21 | Союз МС-07, МКС-54/55 | Союз МС-07      | 03.06.2018, 12:39 | 168 суток 05 часов 18 минут | 1                        | 5 часов 57 минут         |
|   |                   |                   |                       |                 |                   | 168 суток 05 часов 18 минут | 1                        | 5 часов 57 минут         |